# Алессандро Маттеї
Алессандро Маттеї (італ. Alessandro Mattei; 20 лютого 1744, Рим, Папська держава - 20 квітня 1820, Рим, Папська держава) - італійський куріальний кардинал. Архієпископ Феррари з 17 лютого 1777 по 2 квітня 1800. Віце-декан Священної Колегії кардиналів з 27 березня 1809 по 26 вересня 1814. Апостольський продатар з 14 червня 1814 по 20 квітня 1820. Префект Священної конгрегації церемоніалу та Декан Священної Колегії кардиналів з 26 вересня 1814 по 20 квітня 1820. Кардинал in pectore з 12 липня 1779 по 27 травня 1782. Кардинал-священик з титулом церкви Санта-Бальбіна з 27 травня 1782 по 3 квітня 1786. Кардинал-священик з титулом церкви Санта-Марія-ін-Арачелі з 3 квітня 1786 по 2 квітня 1800. Кардинал-єпископ Палестрини з 2 квітня 1800 по 27 березня 1809. Кардинал-єпископ Порто і Санта-Руфіни з 27 березня 1809 по 26 вересня 1814. Кардинал-єпископ Остії та Веллетрі з 26 вересня 1814 по 20 квітня 1820.